# Дејвид Николс
Дејвид Ален Николс (енгл. David Alan Nicholls; рођен 30. новембра 1966) је енглески романописац и сценариста.

## Биографија
Николс је средњи од троје деце. Живи у Лондону са женом Ханом и двоје деце. Дипломирао је енглеску књижевност и драму на Универзитету у Бристолу. Колин Ферт је био на истом факултету те су касније сарађивали на „Када си последњи пут видео свога оца?”.
Желео је да се бави глумом па је после студија отишао у Америку, али се вратио у Лондон 1991. године. У својим двадесетим радио је као професионални глумац на бини званој Дејвид Холдвеј. Играо је мале улоге у разним позориштима укључујући Позориште Западног Јоркшира и, у периоду од три године, у Карљевском националном театру. У периоду глуме, бавио се и читањем сценарија за радио и телевизију, а касније је прихватио и посао истраживача и одобравао сценарија за ББЦ. Био је и уредник сценарија за телевизије и продукцијске куће. Као глумац се доста мучио на шта указује његова изјава да би се посветио себи као професионалцу да су му недостајали само таленат и харизма, али ту је била гомила вештина као што су померање, мирно стајање и слично. Каже да је преокретница дошла када му је пријатељ дао копију П.Ј. Каванагових мемоара „Савршени странац” која говори о ауторовом личном сазревању, проналажењу љубави и откривању свог животног пута.

## Каријера

### Романи
- (2003)
- (2005)
- Један дан (2009)
- Ми (2014)

### Позоришта
За један фестивал написао је представу „После сунца”. Глумци ове десетоминутне представе су Џејмс Незбит, Сафрон Бароуз, Кетрин Тејт и Гаел Гарсија Бернал. Николс је „После сунца” испоручио и телевизији ББЦ која ју је емитовала 2006. године. Овог пута глуили су Питер Капалди и Сара Париш.

## Филмографија
- „Беба Бриџит Џоунс” (2016) - писац

## Награде и одликовања
- 2014. За књигу „Ми” добио је награду за Писца године Уједињеног Краљевства.[6]